# 劉歡緣
劉歡緣(1983年3月19日—)，中國女子柔道運動員，出生於江蘇宿遷。

## 生涯
劉歡緣在1997年時於南京五臺山體育中心參與柔道訓練，劉家岭為她的教練。隨後，她入選江蘇柔道隊。2002年初，她成為國家隊一員，教練是傳國義。
然而，在1999年時，16歲的劉歡緣在全國冠軍賽中已排名第4。3年後的全國冠軍賽中，她在女子78公斤級小項取得季軍。隨後一年，她在南韓舉行的亞洲錦標賽中奪得了女子78公斤級小項的金牌。
2004年，劉歡緣於廣西成為全國錦標賽的冠軍得主，並在其後的德國世界杯中以第三名完成賽事。同年12月的中國公開賽中，她奪得了該賽事的錦標。翌年在南京舉行的十運會 ，劉在柔道項目的女子78公斤級小項中最終被河南對手擊敗，排名第4。
2006年8月，劉歡緣在全國冠軍賽的月子無差級小項晉身決賽，但在決賽中不敵國家隊隊友佟文，取得一面銀牌。4個月後多哈亞運，她在柔道項目的女子無差級小項擊敗蒙古對手，奪得中國於當屆賽事的第58面金牌。